# Католицизм в Гвинее
Католицизм в Гвинее. Католическая церковь в Гвинее является частью всемирной Католической церкви. Численность католиков в стране составляет около 170 тысяч человек (2,5 % от общей численности населения) по данным сайта Catholic Hierarchy; около 126 тысяч человек (1,7 % населения) по данным Католической энциклопедии.

## История
В середине XV века на территории современной Гвинеи появились португальские мореплаватели, к тому же времени относятся первые попытки христианизации местного населения. В 1462 году Альфонсо Болано основал первую католическую миссию на побережье Гвинеи. С 1532 года Гвинея входила в состав епархии Сантьягу-ди-Кабу-Верди. В XVII веке миссионерскую деятельность в Гвинее развернули представители нескольких орденов — иезуиты, капуцины, августинцы и доминиканцы; однако миссия принесла слабые результаты, главным образом из-за сильной конкуренции со стороны ислама. Проникновение ислама на территорию Гвинеи относится к рубежу XV и XVI веков, а решающий этап исламизации, в результате которого большинство гвинейцев стали мусульманами-суннитами, к XVII—XVIII векам.
С 1830 годов в Гвинее начали активную деятельность французы. Проникновение французов привело к установлению церковных структур — в 1842 году папа Григорий XVI учредил апостольский викариат Обеих Гвиней. В 1877 году была учреждена миссия Конгрегации Святого Духа, а в 1896 году — Конгрегации белых отцов.
В 1895 году территория современной Гвинеи официально стала французской колонией под названием Французская Гвинея. В 1897 году основана апостольская префектура Французской Гвинеи, первая собственно гвинейская католическая структура. В 1920 году она была повышена в статусе до апостольского викариата Французской Гвинеи, в 1949 году викариат был переименован в апостольский викариат Конакри, а в 1955 году преобразован в архиепархию-митрополию Конакри. Митрополии Конакри подчинялись две апостольские префектуры — Нзерекоре (образована в 1937 году, в 1959 году преобразована в епархию) и Канкан (образована в 1949 году, в 1993 году преобразована в епархию).
В 1958 году была провозглашена независимость Гвинеи. Установившийся в стране авторитарный режим Ахмеда Секу Туре был настроен отрицательно по отношению к Католической церкви, видя в ней один из инструментов колониальной политики. В 1967 году из страны были высланы все белые католические священники. Глава Католической церкви в Гвинее архиепископ П.-М. Чидимбо в 1970 году был брошен в тюрьму и после девятилетнего заключения выслан из страны.
После смерти Секу Туре в 1984 году религиозная свобода в Гвинее была восстановлена, Католическая церковь получила возможность для свободного функционирования. В 1987 году были установлены дипломатические отношения между Гвинеей и Святым Престолом, в Конакри открыта нунциатура.
В 1992 году страну посещал папа римский Иоанн Павел II.
В 2010 году Робер Сара стал первым в истории гвинейским кардиналом.

## Современное состояние
Большинство населения страны, 85 процентов, последователи ислама, 1,7 — 2,5 % насчитывают католики, около 0,5 % — протестанты. Есть небольшое количество последователей африканских традиционных религий. Большинство христиан, включая католиков проживает в Конакри, других крупных городах и в южных и восточных регионах страны.
Структуры Католической церкви в стране состоят из архиепархии-митрополии Конакри и подчинённых ей епархий Нзерекоре и Канкана.
В Гвинее служат 99 священников в 56 приходах. Все епископы страны объединены в Конференцию католических епископов Гвинеи. Всего в истории Гвинеи был только один кардинал — Робер Сара, который по данным на 2015 год возглавляет Конгрегацию богослужения и дисциплины таинств.